# Nile Breweries Football Club
Maillots
Nile Breweries Football Club est un club ougandais de football basé à Jinja, à l'Est du pays. Il compte à son palmarès un titre de champion d'Ouganda remporté dans les années 1980.

## Histoire
Le club débute en première division ougandaise lors de la saison 1978. Deux ans plus tard, il remporte son seul titre national avec un succès en championnat. En Coupe nationale, il ne parvient pas à inscrire son nom au palmarès, malgré quatre finales disputées, et perdues, entre 1978 et 1981. Nile Breweries effectue une série de 21 saisons parmi l'élite, entrecoupée lors de la saison 1991, passée en deuxième division. Sa dernière apparition en première division a lieu lors de la saison 2000.
Son titre en championnat permet au club de participer à la plus prestigieuse des compétitions africaines, la Coupe des clubs champions africains. Sa campagne continentale s'achève au second tour avec une élimination face au club égyptien d'Al Ahly. Il prend également part à la Coupe CECAFA des clubs 1981.
L'ancien international Peter Okee a entraîné le club lors de la saison 1985.

## Palmarès
- Championnat d'Ouganda : (1)  
  - Champion : 1980

- Coupe d'Ouganda
  - Finaliste : 1982, 1991, 1992, 1996